# Хрисаргир
Скажем далее и о том зле, которое превзошло все прочие. Это непосильная подать, серебро и золото, вызывающая трепет с приближением грозного пятилетия. Название этому источнику дохода благовидное от купеческого сословия, но так как те (купцы) прибегают к морским путям, чтобы ускользать от подати, гибнут люди, которым едва дает прокормиться их ремесло. Не избегает подати даже штопальщик обуви. Видал, и не раз, как подняв к небесам свой резак, они клянутся, что на него вся их надежда. Но даже это не избавляет их от сборщиков, которые пристают к ним, лают, чуть не кусаются.
Настоящая пора, государь, учащает переход в кабалу, лишая свободного состояния детей, продаваемых отцами не для того, чтобы цена их поступала к ним в скрыню, но чтобы на их глазах она переходила в длань настойчивого сборщика. Пусть при этом никто не думает, что я стою за то, будто бы не следовало взимать подати, когда войны требуют денег, на которые можно и одолевать врагов, и охранять подданных. Но стою я за то, что тем, кто их вносит, необходимо приходится соображать, из какого бы источника им внести их. Надлежит с своей стороны и тому, кто взимает подать, смотреть на иное сквозь пальцы, давая тем возможность внести её людям, страдающим под её бременем.
Хриса́ргир (др.-греч. χρυσάργυρον, лат. collatio lustralis) — налог, существовавший в Римской империи и Византии с начала IV до конца V века. Являясь основным налогом, взимаемым с городского населения, благодаря специфике своего взимания, приводившей к злоупотреблениям, оставил значительный след в источниках данного периода. Несмотря на это, практически все связанные с этим налогом вопросы не имеют ответа.
В византинистике существует несколько точек зрения о характере этого налога и, соответственно, отсутствует единое определение. До середины XX века историки характеризовали его как налог промышленности, торговли, или их обоих, или же, согласно Дж. Б. Бьюри, с прибыли с любого вида торговой деятельности. По мнению З. В. Удальцовой, это был сбор с купцов на право торговли. В современных исследованиях преобладают менее конкретные формулировки. Греческое название этого налога, происходящее от слов «золото» (др.-греч. χρῡσός) и «серебро» (др.-греч. ἄργῠρος) предполагает, что, по крайней мере на начальном периоде своего существования, он взимался в монете из этих металлов.
Относительно того, когда и кем был введён данный налог, наиболее распространённой точкой зрения является приписывание этой инициативы Константину Великому в 314 году в ознаменование пятилетнего юбилея своего провозглашения августом. Однако уже историк VI века Евагрий Схоластик полагал, что эту теорию выдумал историк V века Зосим из ненависти к Константину. Альтернативные теории допускают его появление в 306 году в честь двадцатилетия пребывания на троне Максимиана или даже относят к правлению Калигулы или Александра Севера.
До правления императора Констанция II мало известно об особенностях сбора хрисаргира, кроме того, что от него практически сразу были освобождены ветераны и навикулярии. При Констанции II, вероятно, налог становится «пятилетним сбором» и связывается с социальной группой negotiatores, а ранее существовавшая льгота для клира была отменена. Также известно, что от его уплаты были освобождены сельские ремесленники, но не проститутки и нищие. Аммиан Марцеллин упоминает, что в 361 году, накануне войны с Персией и мятежным Юлианом император Констанций взимал хрисаргир со всех социальных групп и профессий.
В законодательных источниках, особенно начала IV века, сохранилось мало сведений о методах начисления и способах взимания хрисаргира. Начиная с правления Констанция II количество известных законов увеличивается, но они не содержат данных о диверсификации налогообложения и мерах, которые должны применяться в случае неплатежей. Это может быть указанием на то, что конкретные меры по администрированию данного сбора принимались городскими властями. Возможно, рассказ о тяжести налогового бремени при Констанции связан с распространившимися при сборах хрисаргира злоупотреблениями. неэффективность и саботаж при сборе налогов привёл к реформам городского управления при Юлиане, увеличившей число куриалов за счёт богатых плебеев. С целю компенсировать свои расходы, торговцы переводили цены на свои товары в золото и серебро, что вызывало недовольство императора. В 382 году сбор хрисаргира был отдан откупщикам, что привело к новым злоупотреблениям и запрету накапливать собранные средства.
Периодичность сбора хрисаргира также точно не известно, разные теории предполагают четырёх- или пятилетний цикл, начинающийся от начала правления императора. На основании подсчётов А. Джонса, величина налога составляла 2 — 3,5 % дохода ремесленника и давала примерно 5 % доходов казны.
В отличие от других обстоятельств, отмена хрисаргира многочисленными источниками единогласно датируется 498 годом в правление Анастасия I. Однако о причинах этого шага существуют разные мнения.